# Tabcorp Holdings
Tabcorp ist ein australisches Unternehmen, das im Bereich Glücksspiel aktiv ist, Sitz des Unternehmens ist Melbourne.

## Geschichte
Tabcorp entstand 1994 durch die Privatisierung des Victorian Totalisator Agency Board. 1999 wurde der Casinobetreiber Star City übernommen, 2000 Structured Data Systems, ein Hersteller von Automaten unter anderem für Keno. 2003 erfolgte der Zusammenschluss mit Jupiters Limited, einem Unternehmen, das Casinos in Queensland betreibt. 2004 wird die Firma Tab Limited investors aus New South Wales übernommen. 2011 wurden die Kasino-Aktivitäten (unter anderem das Star City Hotel and Casino in Sydney und das Conrad Treasury Hotel and Casino in Brisbane) in eine separate Gesellschaft, die Echo Entertainment Group Limited, ausgegliedert.

## Aktivitäten
Die Aktivitäten sind in drei Bereiche gliedert: Wagering & Media, Gaming Services und Keno.
Wagering sind Sport- und Pferdewetten, die in 2900 Wettbüros in Victoria und New South Wales, sowie auf dem Platz, per Telefon und im Internet angeboten werden. Unterstützt wird diese Aktivität durch den firmeneigenen Fernsehsender "Sky Racing". Des Weiteren betreibt Tabcorp 3600 Spielstätten für Keno.

## Aktie
Tabcorp Holdings Limited ist seit der Privatisierung 1994 an der Australian Stock Exchange gelistet und war dort Teil des S&P/ASX 50-Index, der die 50 größten an der australischen Börse gelisteten Unternehmen umfasst.